# Мухаммад ібн Марданіс
Аббаллах Мухаммад ібн Саїд ібн Мухаммад ібн Ахмад ібн Марданіс аль-Юдамі (араб. أبو عبد الله محمد بن سعد بن محمد بن أحمد بن مردنيش الجذامي; бл. 1125 — 28 березня 1172) — емір Мурсійської і Валенсійської тайф в 1147—1172 роках. У християн отримав прізвисько «король Вовк» (ісп. rey Lobo).

## Життєпис
Походив зі знатного муваладського роду Бану-Марданіс. Син Саїда ібн Марданіса, валі Фрагі. Народився 1124 або 1125 року. Розпочав службу під орудою стрийка Абдаллаха ібн Мухаммада, що був заступником воєначальника Абдаллаха ібн Яда. Ібн Мухаммад у 1146 році призначається еміром Абу Джа'фар Ахмадом валі міста Валенсія. Але 1146 року у битві біля Альбасете (відома також як битва при Шінхілі) обидва гинуть. Мухаммад ібн Марданіс стає заступником Абдаллаха ібн Яда, який спробував захопити Валенсію, але гине у серпні 1147 року.
З цього часу Мухаммад починає діяти самостійно. Йому вдалося захопити владу в Мурсії і Валенсії. 1148 року зіткнувся з повстанням свого родича Юсуфа ібн Хілала з замку Монорнес. Юсуф завоював замки аль-Худжайра та аль-Шайра і переміг Ібн Марданіса біля Мораталли, яку він захопив. Але при спробі захопити фортецю Пенья-де-Сан-Педро потрапив у полон до Мухаммада ібн Марданіса.
Потім уклав союз з Ібрагімом ібн Хамушком, еміром Хаєну, отримавши гірський район Сегура. Також зайняв область Альмерії. Для зміцнення сого становища в Західному Середземномор'ї у 1149 і 1150 роках уклав союзи з Генуезькою і Пізанською республіками відповідно, які створили факторії в Альмерії і Денії. Також було звільнено італійських купців від мит. В подальшому це сприяло експорту якійсної мурсійської кераміки до Італії. Свого брата Юсуфа ібн Марданіса призначив валі Валенсії, а свою столицю перемістив до Мурсії.
Водночас уклав союз з Рамон-Беренгером IV, графом Барселони, що дозволило тому відвоюватив Альмохадів міста Туртозу (1148 рік), Леріда і Фрагу (1149 рік), фортецю Сюрану (1153 рік).

Володіння Мухаммад ібн Марданіс (позначено зеленим кольором)

У 1158—1160 роках підкорив Кордову, Баесу, Гуадікс, Есіху і Кармону, встановив владу в Хаєні. Таким чином встановив владу над Східним Аль-Андалусом.
Сприяв розвитку своїх міст, розширенню землеробства, торгівлі та ремісництва. В Мурсійській тайфі було створено складну гідрологічну мережу (канали, азуди, норії, акведуки), яка вже протягом століть функціонувала в цьому районі. Для підкреслення потуги своєї держави наказав звести численні палаци і військові споруди, зокрема Кастільехо-де-Монтеагудо, Аль-Дар-аль-Сугра, ораторія і Алькасар Насира.
З 1161 року починаються відкриті конфлікти з державою Альмохадів. Того року війська останнього захопили важливе місто Кармону. Слідом за цим довелося залишити Кордову. В свою чергу у січні 1162 року ібн Хамушку, тестю ібн Марданіса, вдалося відвоювати в Альмохадів Гранаду. Але ті вже у липні 1162 року повернули собі місто.
1165 році уклав угоду з арагонським королем, за якою найняв християнських вояків для війни з Альмохадами. Натомість до 1168 року передав Альфонсо II, королю Арагону, область Бану-Разін. 1165 року знову спробував захопити Кордову, але невдало. У відповідь Альмохади рушили проти ібн Марданіса, який у битві біля фортеці Луке зазнав важкої поразки. Ворог захопив міста Андухар, Кульяр і Велес-Рубіо, сплюндрувавши область Сегуру.
Втім Мухаммада ібн Марданіс продовжив боротьбу, але в жовтні 1165 року при спробі захистити Альмерію зазнав поразки в місці аль-Фундун (поєднуються долини Мурсії і Гвадалентіна). В результаті ібн Марданіс відступив до мурсії. 1169 року захопив Ронду. Але в червні того ж року його тесть Ібн Хамушк, валі Хаєну, перейшов на бік Альмохадів.
1171 року Альмохаду почали нову військову кампанію проти Мухаммада ібн Марданіса. було втрачено фортецю Кесада, після чого емір опинився в облозі в Мурсії. Під час облоги підвладні йому міста — Лорка, Ельче, Альмерія, Баес, Альсіра — стали переходити на бік Альмохадів. На початку 1072 року Валенсія, Шатіфа і Сегорбе також підкорилися Альмохадам. За цих обставин Мухаммад ібн Марданіс визнав зверхність Альмохадів, але невдовзі після цього помер. Його син Хілал втратив титул еміра, ставши валі (намісником) Мурсії.